# 51.er Regimiento Antiaéreo - 1939
El 51.er Regimiento Antiaéreo (Flak-Regiment. 51 (Sw. mot.)) fue una unidad de la Luftwaffe durante la Segunda Guerra Mundial.

## Historia
Fue formado el 26 de agosto de 1939 en Stettin con 11. - 13. Baterías. A mediados de 1943 es reasignado al 530.º Batallón de Proyectores Antiaéreo.

## Servicios
- 1939: en Stettin.
- 1941 – 1943: en Hannover(?).